# Маслаковец, Юрий Петрович
Юрий Петрович Маслаковец (1899—1967) — советский физик, доктор физико-математических наук (1950).

## Биография
Родился 8 августа 1899 года в г. Уржум Вятской губернии. Сын репрессированного в 1931 г. бактериолога Петра Петровича Маслаковеца (1871—1933).
Окончил физико-механический факультет Ленинградского политехнического института (1927, тема дипломной работы «Катодное распыление»).

## Работа
- 1919—1921 лаборант в Бактериологической лаборатории Севастополя
- 1923—1927 лаборант в лаборатории академика А. А. Чернышева в Ленинградском физико-техническом институте
- 1927—1928 в научной командировке в Первом физическом институте Геттингенского университета (Германия).
- 1928—1935 научный сотрудник лаборатории академика А. А. Чернышева в ЛФТИ (до 1935), затем в ЛЭФИ.
- 1932—1939 (по совместительству) работал в Агрофизическом институте
- 1935—1952 зав. лабораторией в ЛФТИ, в 1935—1938 аспирант Абрама Фёдоровича Иоффе. В 1941 г. вместе с институтом эвакуировался в Казань, в 1943 г. прикомандирован к НИИ-627, где до 1947 г. работал начальником лаборатории.
- с 1952 г. — зав. Лабораторией полупроводников АН СССР (с 1955 Институт полупроводников АН (ИПАН)).
- с 1953 г. по совместительству профессор кафедры технической электроники ЛПИ. Основатель и первый заведующий кафедрой физики полупроводников.

Кандидат (1938), доктор (1950) физико-математических наук.
Жена — художница Ирина Владимировна Вальтер.

## Награды
- орден Ленина (1953)
- орден Красной Звезды (10.06.1945)

## Публикации
- Катодное распыление [Текст] / Ю. П. Маслаковец; Ред. А. Ф. Иоффе. — М., Л. : Гос. технико-теоретич. изд-во, 1934. — 58 c : ил. — (Проблемы новейшей физики; вып. XVIII).